# 麥坎斯冰川

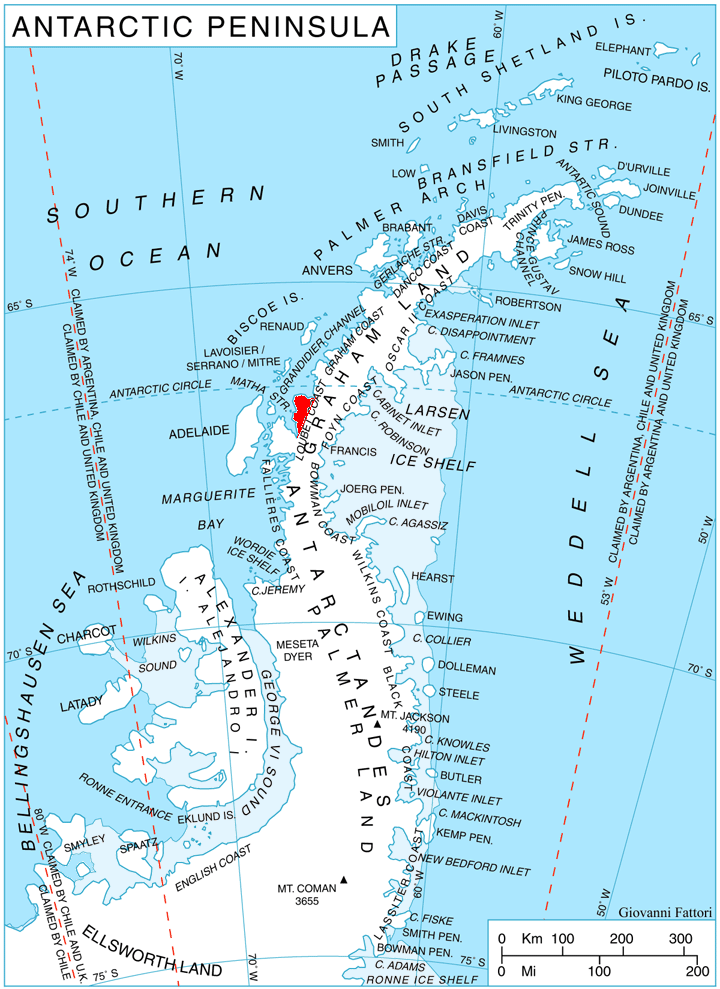

66°43′S 65°55′W / 66.717°S 65.917°W
麥坎斯冰川（英語：McCance Glacier），是南極洲的冰川，位於葛拉漢地的盧貝海岸，最終在威多森冰川以西注入達貝爾灣，根據英國探險隊拍攝的空中照片繪入地圖，現時由南極條約體系管理。

## 外部連結
- SCAR Composite Gazetteer of Antarctica（页面存档备份，存于）.